# Съеденные заживо
«Съеденные заживо» (итал. Mangiati vivi, англ. Eaten Alive), или «Ад каннибалов 2: Съеденные заживо», — итальянский фильм ужасов режиссёра Умберто Ленци.

## Сюжет
Шейла с приятелем отправляется в Новую Гвинею в поисках пропавшей сестры. Вскоре она находит её в общине религиозных фанатиков, которыми руководит Джонас (Иван Рассимов) — гениальный мошенник, манипулятор людьми. Опасным будет путешествие к лагерю, где разместилась община, здесь кругом кишат реликтовые племена, у которых в чести каннибальские обычаи гостеприимства. Ну, а бегство от Джонаса будет таким же неуютным и для тех, кто не любит человекоедение — ужасным.

## История создания
Для увеличения хронометража Ленци вставил в картину отрывки из других «каннибальских» фильмов, в частности, «Бог людоедов», «Ад каннибалов», и «Затерянный мир каннибалов». В последнем также снимались Иван Рассимов и Ме Ме Лай, а Роберт Керман, исполнивший здесь одну из главных ролей, играл роль профессора в «Ад каннибалов».